# 土壤球菌属
土壤球菌属为间孢囊菌科的一个属。该属的模式种为（Terracoccus luteus）。其种加词“luteus”意为“黄色的”。

## 下属物种
- Terracoccus luteus Prauser et al. 1997